# アブドゥラ・ハミード
アブドゥラ・ハミード（ディベヒ語: އަބްދުﷲ ޙަމީދު、アラビア語: عبدالله حميد、英語: Abdullah Hameed、1952年4月20日 - ）は、モルディブの海事専門家、運輸官僚、外交官、大使。スウェーデンの世界海事大学（WMU）出身。
1973年にモルディブ・シッピング・リミテッド（英語: Maldives Shipping Limited）のボンベイ（現・ムンバイ）支社へ入社して、見習航海士、一等航海士、船員部副部長、同部長を歴任し、1976年まで在職していた。1976年から1985年にかけて、ギリシャの民間企業で勤務。
1985年に運輸・海運省（現・運輸庁）へ入省して、同年5月11日より海事鑑定人。1987年3月16日より上級訓練担当官、1989年11月22日より次官。1990年10月2日より珊瑚管理省次官。
1991年に外務省へ入省して、儀典長として奉職。2006年7月12日より外務副大臣。2008年8月14日から11月10日にかけて閣外大臣。2014年1月8日より無任所大使。
2014年10月26日、アブドゥラ・ヤミーン大統領より非常駐の在クウェート大使に指名される。2015年1月6日、非常駐の在アラブ首長国連邦大使を拝命（2017年3月8日まで在任）。同年2月25日、アラブ首長国連邦のムハンマド・ビン・ラーシド・アール・マクトゥーム副大統領に信任状を捧呈。同年8月18日、在サウジアラビア大使を拝命。2016年1月6日、サウジアラビアのサルマーン国王に信任状を捧呈。2017年5月16日、クウェートのサバーハ首長に信任状を捧呈。